# يواكيم نيلسون
يواكيم نيلسون (بالسويدية: Joakim Nilsson)‏ (16 مايو 1985 في السويد - ) هو لاعب كرة قدم سويدي في مركز الوسط. لعب مع نادي مالمو وMjällby AIF ‏ ونادي تريليبورج ‏.

## وصلات خارجية
- يواكيم نيلسون على موقع اتحاد السويد (السويدية)
- يواكيم نيلسون على موقع قاعدة بيانات كرة القدم.إي يو (الإنجليزية)
- يواكيم نيلسون على موقع قاعدة بيانات كرة القدم.إي يو (الإنجليزية)
- يواكيم نيلسون على موقع عالم كرة القدم.نت (الإنجليزية)